# Ванген-бай-Ольтен
Ванген-бай-О́льтен (нем. Wangen bei Olten) — коммуна в Швейцарии, в кантоне Золотурн.
Входит в состав округа Ольтен. Население составляет 4841 человек (на 31 декабря 2007 года). Официальный код — 2586.